# Abisiniană

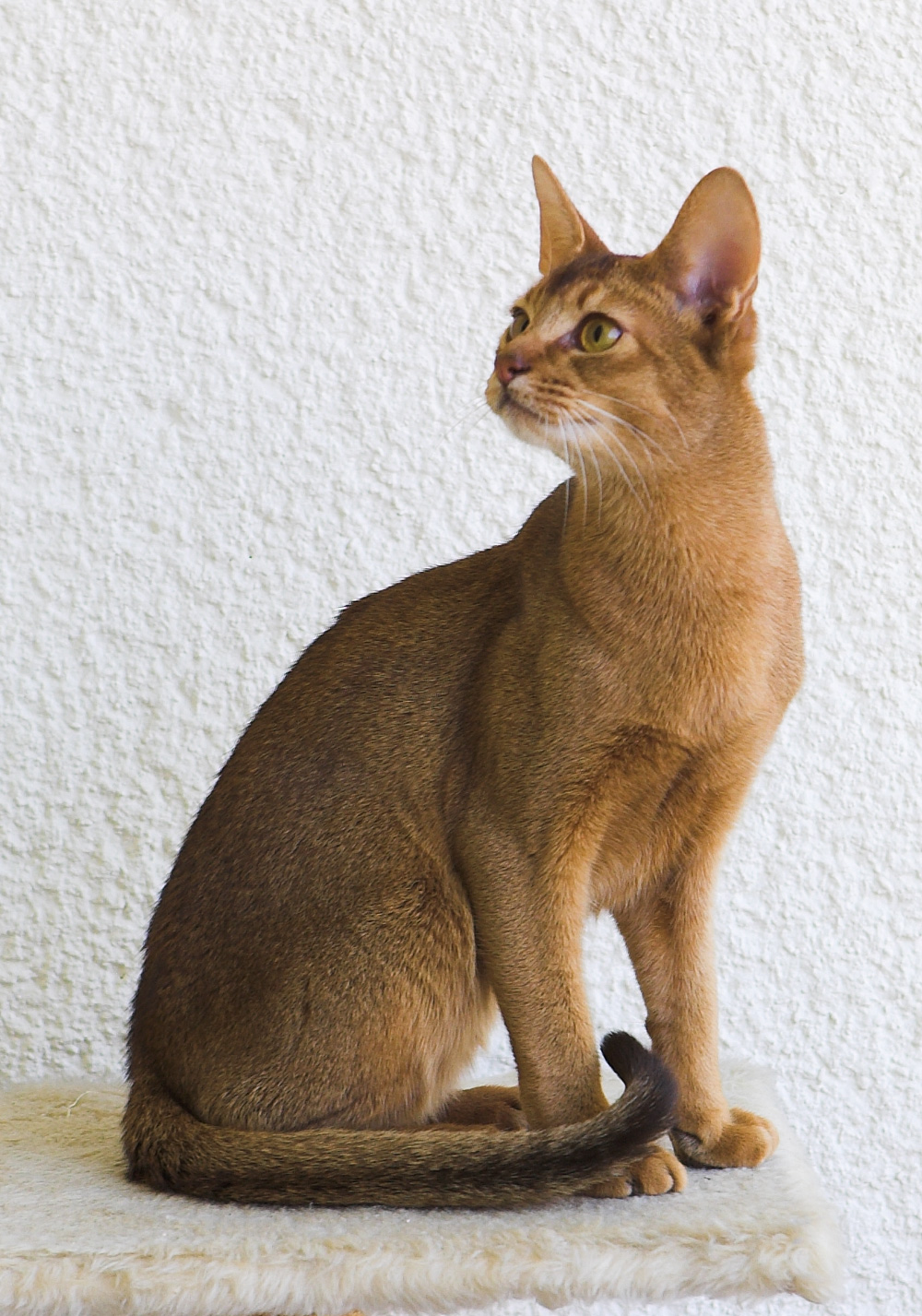
Abisiniană

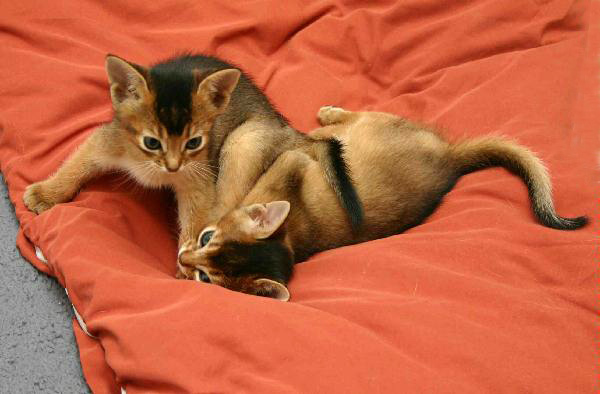
Pui de abisiniană

Abisiniana este o rasă de pisică domestică originară din Africa. Are corpul subțire și grațios, capul triunghilar, ușor rotunjit. Urechile sunt de mărime medie, late la bază. Are ochii mari și migdalați, părul scurt, picioarele lungi, coadă de lungime medie, groasă și conică la capăt. Este colorată în două sau trei dungi pe fiecare fir de păr, cu vârful întunecat.
Abisiniana este o posibilă descendentă a pisicilor venerate de egiptenii antici. Este o pisică viu colorată, cunoscută pentru energia și vioiciunea sa, devenind astfel populară în rândurile iubitorilor de feline cărora le plac pisicile active și jucăușe.

## Istoricul rasei
Există mai multe versiuni ale originii acestei rase de pisici. Niciunul dintre ele nu este complet dovedit, fiecare dintre ele are susținătorii și oponenții săi.
Se știe că prima pisică de fenotip abisinian care a devenit cunoscută în Europa a fost o pisică numită Zula, adusă în Anglia din Etiopia, care la acea vreme se numea Abisinia. Prin originea ei a primit numele de rasă în viitor. Zulu a fost adus de căpitanul Barrett-Lenard în 1868, întorcându-se acasă din războiul anglo-abisinian. Nu se știe dacă această pisică a avut pui care au fost folosiți în stabilirea rasei, dar tocmai această pisică a atras atenția publicului asupra pisicilor indigene din Africa. O litografie colorată a pisicii Zula, făcută încă în timpul vieții ei, a fost publicată în cartea lui Gordon Stables (1874) „Pisici: caracteristicile și clasificarea lor”.
Un fapt dovedit de geneticieni este rudenia pisicilor abisiniene cu pisicile indigene din Egiptul Antic. În 1951, în depozitul Muzeului Britanic au fost găsite 192 de mumii de pisici. Au fost păstrate acolo din 1907, când au fost descoperite. La deschiderea și inventarierea lor s-a stabilit că pisicile au fost mumificate aproximativ între 600 și 200 î.Hr., iar majoritatea dintre ele aveau o asemănare fenotipică evidentă cu pisica abisiniană modernă. Mai târziu, asemănarea a fost dovedită la nivel genetic, deși în prezent acestea sunt rase foarte diferite și nu se poate spune că pisicile abisiniene moderne sunt descendenții direcți ai pisicilor din Egiptul Antic. Cu toate acestea, este indiscutabil că sângele acestor pisici a participat istoric la formarea abisinienilor.
Există o asemănare între primele pisici abisiniene și subspecia sălbatică a pisicii libiene de stepă (Felis silvestris libyca), ceea ce duce la faptul că o parte dintre felinologi tind să creadă că pisicile abisiniene provin de la ele. 
De asemenea, trebuie remarcat faptul că la baza rasei nu sunt numai pisicile africane, ci și cele sud-asiatice.
Lucrul este că în populațiile de pisici domestice din Africa, culoarea abisiniană tabby este foarte rară. Dar este adesea întâlnit în populațiile de pisici din Singapore și Asia de Sud-Est.
În secolul al XIX-lea, Anglia a dus multe războaie coloniale și pisicile de un aspect sălbatic neobișnuit ar fi putut fi aduse din diferite regiuni, încrucișându-se și pe drum.
O altă versiune a originii pisicilor abisiniene este versiunea că au fost obținute prin încrucișarea pisicilor europene cu păr scurt de culoarea tabby, foarte răspândite în Anglia, cu pisicile aduse din Etiopia de culori sălbatice indigene. Probabil că astfel de încrucișări au început încă în anii 1800.
Primele pisici de rasă abisiniană au fost prezentate la expoziția din 1871 de la Palatul de Cristal lângă Londra. Atunci pisicile aveau dungi tabby pe membre, dar în timp crescătorii au scăpat de această trăsătură în aspectul lor. De asemenea, până în anii 1900, pisicile acestei rase aveau niște ciucuri vizibile pe urechi, ceea ce le accentua exotismul.
La acea vreme, pisicile abisiniene aveau culori foarte diverse. Există opinia că primele pisici abisiniene erau în majoritatea lor de culoare argintie cu resturi de desen sub formă de dungi. Unii dintre primii abisineni înregistrați oficial purtau numele Aluminium (Aluminiu), Quicksilver (Mercur), Silver Memelik (Memelik Argintiu), Silver Fairy (Zâna Argintie) și Salt (Sare).

## Formarea rasei
Pentru prima dată, standardul rasei a fost adoptat în anul 1882, de atunci schimbările în standard au fost făcute de peste douăzeci de ori, iar în mijlocul secolului al XX-lea, rasa a dispărut aproape complet din Marea Britanie, locul său de origine. În timpul celui de-al Doilea Război Mondial, efectivele de pisici au fost practic pierdute și după încheierea războiului, aceste pisici au fost refăcute în Marea Britanie pe baza liniilor americane.
Standardul modern al pisicii abisinene diferă semnificativ de primul standard adoptat în secolul al XIX-lea, spre un tip mai estic. Abisinienii moderni sunt mai subțiri, mai ușori și cu picioare mai lungi decât strămoșii lor.
Tipul de blană al abisinienilor a fost de asemenea schimbat. La pisicile din această rasă moderne, nu există aproape deloc un strat de blană subțire, spre deosebire de primele versiuni ale standardului.
Schimbările au afectat și culoarea. În stadiul incipient al recunoașterii rasei, culoarea tabby era predominantă la pisicile din această rasă, iar la abisinienii moderni culorile sunt numai ticked, tabby pur nu este permis.

## Variantele moderne de culoare la pisicile abisinene
În prezent, patru culori principale ale pisicilor abisiniene sunt oficial recunoscute de către Asociația CFA (Cat Fanciers 'Association): roșcat, sorrel, albastru și fawn.
În plus, în TICA, FIFe și ACF, variantele argintii ale acestor culori sunt acceptate ca fiind permise pentru pisicile abisiniene. În Federația Felinologică CCCA, culorile ciocolatiu și lila sunt, de asemenea, permise, iar în Federația GCCF, culorile crem și tortie sunt permise.

## Aspectul exterior
Pisica abisiniană are un corp suplu și armonios, și are un blănat neobișnuit, colorat, cu tăieturi bine definite (colorare zonală a părului în care se alternă dungi întunecate și deschise). Pisica adultă are o dimensiune medie și o greutate medie între 3 și 6 kg. Ochii abisinienilor au ca si caracteristică o bandă subțire de păr deschis la culoare în jurul conturului ochilor, ceea ce creează impresia de ochi mari și deschiși. Blana este moale, foarte netedă, și aproape fără păr subțire, lipindu-se strâns de piele.
Puii de pisici abisiniene se nasc întotdeauna cu o culoare întunecată și își dobândesc culoarea caracteristică a rasei abia după câteva luni.

## Caracterul
Pisica abisiniană se remarcă prin inteligența sa ridicată și temperamentul viu. Pisicile din această rasă sunt active, jucause, le place să se urce și să se așeze în locuri înalte. Abisinienii sunt curioși și foarte dornici de contact. Învață ușor lucruri noi și își dezvoltă rapid diferite abilități. Sunt pisici curate, care apreciază atenția și îngrijirea. Le place să trăiască împreună cu alte pisici și se pot înțelege bine cu alte animale de companie din casă.
Abisinienii nu au obiceiul să miaune prea tare, chiar și în perioada căldurii la femele sau a rutului la masculi.

## Sănătatea
Cu îngrijire și alimentație corespunzătoare, precum și o nutriție adecvată, pisica abisiniană poate trăi în medie până la 20 de ani. Acestea sunt pisici active și pline de energie.
Cu toate acestea, pisicile Abisiniană pot prezenta afecțiuni genetice specifice, cum ar fi retinopatia atrofică a retinei, polichistoza renală (mai predispuse sunt pisicile cu blana albastră, aceasta fiind valabilă pentru toate pisicile cu această culoare de blană, indiferent de rasă) și afecțiuni ale sângelui legate de afectarea integrității eritrocitelor. Toate aceste afecțiuni pot fi diagnosticate relativ ușor prin teste genetice efectuate la o vârstă fragedă. Aproape toate crescătoriile își testează producătorii pentru aceste afecțiuni și îi elimină pe cei care sunt purtători din reproducție. La fel ca multe alte pisici, Abisinienii pot dezvolta gingivită. Pentru a preveni acest lucru, este important să hrăniți corect pisicuța încă de la o vârstă fragedă și să vă asigurați că aveți grijă de dinții acesteia, verificându-i regulat la medicul veterinar. De asemenea, pot apărea probleme cu scaunul după ce pisica mănâncă prea mult.
De asemenea, pisicile Abisiniană pot prezenta amiloidoză renală, iar rasa este predispusă la displazia de șold și luxația patelară. Testarea genetică poate fi efectuată pentru a evita riscul de a achiziționa un animal bolnav.

## Îngrijire
Pisicile Abisiniană necesită o îngrijire minimă a blănii. Acestea se obișnuiesc ușor cu litiera dacă este utilizat o umplutură naturală sau cu toaleta. Umpluturile artificiale pot cauza probleme. Prin urmare, crescătorii moderni preferă să îi învețe pe pisicuțe Abisiniană să folosească toaleta încă de la început.
Este necesar să curățați urechile regulat, dar baia nu este obligatorie. Spălarea pisicii Abisiniană este necesară doar în cazul în care aceasta nu poate face față murdăriei singură sau dacă blana pisicii este murdară într-un mod care nu poate fi lins în siguranță de animalul de companie.

## Fapte
În 1978, studioul Walt Disney Productions a lansat un film intitulat "The Cat From Outer Space" ("Pisica din spațiul cosmic"). În rolul principal al pisicii extraterestre, care ajunge pe Pământ din cauza unei defecțiuni în nava spațială, a fost prezentată o pisică abisiniană. La filmări au fost implicate două animale din această rasă, un motan și o pisică.
Printre posesorii celebri de pisici abyssiniene se numără cântărețul David Bowie și actorul Nicolas Cage.
La pisica abisiniană, instinctul parental este foarte dezvoltat, masculii la fel de mult ca femelele având grijă de pui și urmărind pisicuțele.